# 養父鐵
養父鐵（日语：／ Yōfu Tetsu，1973年6月26日—），日本職業棒球選手，被喻為中華職棒兄弟象隊有史以來最強的日籍洋將之一。帶領兄弟象奪得中華職棒12年（2001年）總冠軍，於當年與統一獅隊的總冠軍系列戰中，第一戰，養父鐵帶領象隊的猛烈打線，以11：1痛擊統一獅隊；第五戰，養父鐵再度披掛上陣，拚命完投10局勝，帶領兄弟象從一勝三負的劣勢中扭轉乾坤，第六戰與第七戰，養父鐵又在先發投手不穩之時登板救援，連續保住了象隊的戰果，勇奪該年的年度總冠軍。最後的三場比賽，養父鐵在四天內投了13又2/3局，拿下一勝兩救援成功，總冠軍賽總計兩勝兩救援，象隊每一勝都跟他有關，成為總冠軍賽MVP。
2002年，養父鐵返日加盟日本職棒大榮鷹隊，但整季未在一軍出賽，季後便被宣告「戰力外」。2003年赴美加盟芝加哥白襪隊，曾在3A投出過無安打比賽，但始終未能在大聯盟出場，2005年因疑似服用禁藥遭球團開除（日後他表示，當時隊友告訴他那是維他命），之後加入獨立聯盟球隊，最後在委內瑞拉冬季聯盟尋求重返美國職棒大聯盟的機會。2006年重返台灣加入兄弟象隊，但球威已不復往日，最終因膝蓋軟骨退化症而自請離隊，返日後宣告引退。現於神奈川縣藤澤市經營棒球學校。2015春訓擔任中信兄弟客座投手教練，經過春訓及熱身賽，中信兄弟球團肯定養父鐵的帶兵，也看到選手有所成長，因此宣布簽下養父鐵，在2015年球季擔任中信兄弟投手教練。

## 個人資料
- 球 隊：兄弟象
- 背 號：18
- 國 籍：日本
- 生 日：1973年6月26日
- 身 高：181公分
- 體 重：83公斤
- 守 位：投手
- 投 打：右投右打

## 經歷
- 帝京第三高等学校
- 亜細亜大学硬式野球部
- 日産自動車硬式野球部
- 兄弟象 （2001年）
- 福岡軟體銀行鷹 (2002)
- 美國獨立聯盟Newark Bears (2005)
- 兄弟象 （2006年）
- 中華職棒中信兄弟春訓客座投手教練（2014年12月24日－2015年3月18日）
- 中華職棒中信兄弟投手教練→牛棚教練（2015年）
- 中華職棒中信兄弟二軍首席教練（2015年）

## 職棒生涯成績

### 中華職棒
- (粗黑體字為該年度最佳或最高成績)

| 年度 | 球隊   | 出賽 | 先發 | 勝投 | 敗投 | 完投 | 完封 | 救援 | 中繼 | 奪三振 | 四死 | 投球局數 | 責失 | 防禦率 |
| ---- | ------ | ---- | ---- | ---- | ---- | ---- | ---- | ---- | ---- | ------ | ---- | -------- | ---- | ------ |
| 2001 | 兄弟象 | 31   | 26   | 11   | 10   | 6    | 3    | 1    | －   | 166    | 62   | 212      | 52   | 2.21   |
| 2006 | 兄弟象 | 9    | 9    | 4    | 4    | 0    | 0    | 0    | －   | 40     | 15   | 48.2     | 22   | 4.07   |
| 合計 | 2年    | 40   | 35   | 15   | 14   | 6    | 3    | 1    | 0    | 206    | 77   | 260.2    | 74   | 2.56   |

- 季後賽戰績：

| 中華職棒年度 | 所屬球隊 | 出場數 | 投球局數 | 勝 | 敗 | 救援 | 三振 | 四死 | 被安打 | 被全壘打 | 完投 | 完封 | 防禦率 |
| 2001年       | 兄弟象   | 4      | 21 2/3   | 2  | 0  | 2    | 14   | 3    | 21     | 0        | 1    | 0    | 0.83   |
| 生涯累計     | 一年     | 4      | 21 2/3   | 2  | 0  | 2    | 14   | 3    | 21     | 0        | 1    | 0    | 0.83   |

## 外部連結
- 養父鐵在台灣棒球維基館上的頁面（繁體中文）
- 養父鐵在中華職棒
- 養父鐵在Baseball-Reference.com（小聯盟以及海外聯盟）（英语）
- 養父鐵在The Baseball Cube（英语）

| 前任： 謝長亨 | 中華職棒金手套獎(投手) 2001年         | 繼任： 柏格    |
| 前任： 風神   | 中華職棒三振王 2001年                 | 繼任： 宋肇基  |
| 前任： 風神   | 兄弟象開幕戰先發投手 2006年           | 繼任： 尼克N.B |
| 前任： 羅敏卿 | 中華職棒總冠軍賽最有價值球員獎 2001年 | 繼任： 彭政閔  |